# Ali Dembélé
Pour les articles homonymes, voir Dembélé.
Ali Bina Dembélé, né le 5 janvier 2004 à Villepinte, est un footballeur français qui évolue au poste d'arrière droit au Torino FC.

## Biographie

### Jeunesse et formation
Né à Villepinte en Seine-Saint-Denis de parents maliens, Ali Dembélé grandit à La Courneuve, et intègre l'académie du Bourget dès l'âge de 6 ans. Repéré en 2017, il rejoint le centre de formation de l'ESTAC Troyes, où ses performances lui valent d’être promu en 2021 en équipe réserve, qui évolue alors en National 3 (3 matchs, 0 but).

### Transfert au Torino et prêt à Venise
Le 13 septembre 2022, il est recruté par le Torino FC, qui l’affecte d'abord à son équipe Primavera. Rapidement remarqué chez les moins de 19 ans, il participe au stage hivernal de l’équipe première en Espagne, où il dispute deux matches amicaux (23 minutes contre l’UD Almería, 26 contre l’Espanyol),. Malgré plusieurs convocations en Serie A à partir de janvier 2023, il n’entre jamais en jeu. Il signe toutefois son premier contrat professionnel avec le club, le 14 juillet 2023.
Prêté sans option d’achat au Venezia FC (Serie B) en septembre 2023,, il y fait ses débuts en octobre et marque son seul but le 25 novembre lors d’une victoire 3-0 contre Bari. Avec 16 apparitions (toutes en tant que remplaçant), il contribue à la montée du club en Serie A via les play-off.

### Retour de prêt et découverte de la Serie A
De retour au Torino à l’été 2024, il est titularisé par Paolo Vanoli et connaît ses premières minutes sous ses nouvelles couleurs : débuts en coupe d'Italie le 11 août (victoire 2-0 contre Cosenza), puis en Serie A six jours plus tard face au Milan AC (entrée à la 88e minute, match nul 2-2). Son parcours est cependant terni par une erreur défensive en seizièmes de finale de coupe d'Italie contre l’Empoli, où une erreur de sa part sur un corner permet à Nicolas Haas de sceller l’élimination des siens (2-1).

## Style de jeu
Défenseur droit à vocation offensive grâce à ses percées sur son côté, il se distingue par une carrure imposante alliée à une vitesse de course remarquable. Régulièrement utilisé comme milieu latéral, il peut également intervenir sur le flanc gauche et s'intégrer à une défense à trois avec une efficacité correcte. Malgré un pied droit peu technique, il excelle dans les montées offensives, mais révèle des lacunes en marquage,. Son profil est souvent comparé à celui du footballeur ivoirien Wilfried Singo, passé comme lui par le Torino.

## Statistiques

### En club
| Saison                | Club                  | Championnat           | Championnat | Championnat | Championnat | Coupe(s) nationale(s) | Coupe(s) nationale(s) | Coupe(s) nationale(s) | Total | Total | Total |
| Saison                | Club                  | Division              | M.          | B.          | P.d.        | M.                    | B.                    | P.d.                  | M.    | B.    | P.d.  |
| 2021-2022             | ESTAC Troyes rés.     | National 3            | 3           | 0           | 0           | 0                     | 0                     | 0                     | 3     | 0     | 0     |
| 2022-2023             | Torino FC             | Serie A               | 0           | 0           | 0           | 0                     | 0                     | 0                     | 0     | 0     | 0     |
| 2023-2024             | Torino FC             | Serie A               | 0           | 0           | 0           | 0                     | 0                     | 0                     | 0     | 0     | 0     |
| 2024-2025             | Torino FC             | Serie A               | 11          | 1           | 0           | 2                     | 0                     | 0                     | 13    | 1     | 0     |
| Sous-total            | Sous-total            | Sous-total            | 11          | 1           | 0           | 2                     | 0                     | 0                     | 13    | 1     | 0     |
| 2023-2024             | Venezia FC (prêt)     | Serie B               | 16          | 1           | 0           | 0                     | 0                     | 0                     | 16    | 1     | 0     |
| Total sur la carrière | Total sur la carrière | Total sur la carrière | 30          | 2           | 0           | 2                     | 0                     | 0                     | 32    | 2     | 0     |